# Hypsiboas raniceps
Espèce
Synonymes
- Hyla raniceps (Cope, 1862)
- Hyla spegazzinii Boulenger, 1889
- Hyla goodfellowi Procter, 1921
- Hyla roeschmanni De Grys, 1938

Statut de conservation UICN

 LC  : Préoccupation mineure
Hypsiboas raniceps est une espèce d'amphibiens de la famille des Hylidae.

## Répartition
Cette espèce se rencontre jusqu'à 400 m d'altitude en Argentine, en Bolivie, au Brésil, en Colombie, en Guyane, au Paraguay et au Venezuela,.

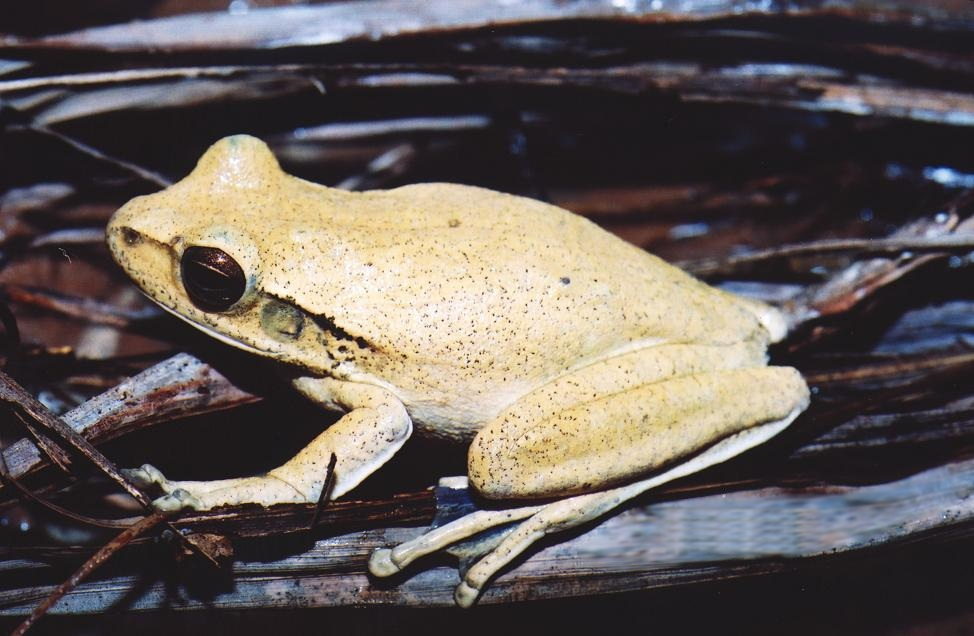
Hypsiboas raniceps

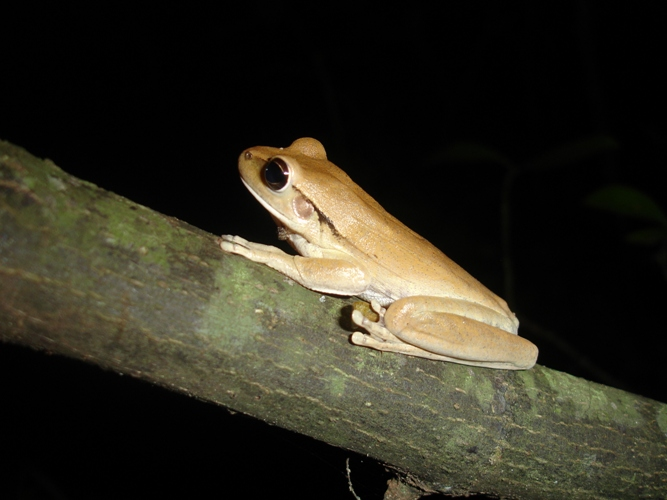
Hypsiboas raniceps

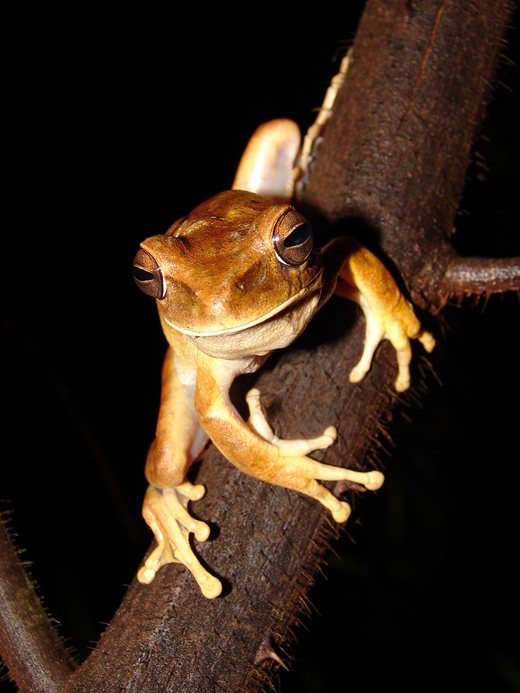
Hypsiboas raniceps

## Publication originale
- Cope, 1862 : Catalogues of the Reptiles Obtained during the Explorations of the Parana, Paraguay, Vermejo and Uraguay Rivers, by Capt. Thos. J. Page, U. S. N.; And of Those Procured by Lieut. N. Michler, U. S. Top. Eng., Commander of the Expedition Conducting the Survey of the Atrato River. Proceedings of the Academy of Natural Sciences of Philadelphia, vol. 14, p. 346-359 & 594 (texte intégral).